# Marrite
La marrite è un minerale. Prende il nome dal geologo britannico John Edward Marr.